# هارالد بوده
هارالد بوده (بالألمانية: Harald Bode)‏ هو مهندس ألماني، ولد في 19 أكتوبر 1909 في هامبورغ في ألمانيا، وتوفي في 15 يناير 1987 في نيويورك في الولايات المتحدة.

## وصلات خارجية
- هارالد بوده على موقع IMDb (الإنجليزية)